# Bahnhof Pfaffenthal-Kirchberg
Der Bahnhof Pfaffenthal-Kirchberg (luxemburgisch Pafendall-Kierchbierg) ist ein am 10. Dezember 2017 eröffneter Bahnhof in der Stadt Luxemburg. Er liegt im Stadtteil Pfaffenthal, unterhalb des auf einem Plateau gelegenen Stadtteils Kirchberg, mit dem der Bahnhof durch eine Standseilbahn verbunden ist. Der Bahnhof liegt an der Bahnstrecke Luxemburg–Spa, Richtung Norden ist die nächste Station der Bahnhof Dommeldange, Richtung Süden ist es der Bahnhof Luxemburg, neben diesen und dem Bahnhof Cents-Hamm ist Pfaffenthal-Kirchberg eine von vier Bahnstationen in Luxemburg-Stadt.

## Geschichte
Der Bahnhof Pfaffenthal-Kirchberg wurde im Zusammenhang mit dem Neubau der Straßenbahn Luxemburg geplant. In diesem Rahmen wurde auch die Standseilbahn gebaut, die den im Tal liegenden CFL-Bahnhof mit der im gleichen Jahr in Betrieb gegangenen ca. 40 m höher liegenden Trambahnhaltestelle Rout Brèck/Paffendall auf dem Kirchberg-Plateau (Europazentrum) verbindet.

## Lage
Der Bahnhof befindet sich an der Bahnstrecke im Pfaffenthal, einem tiefen Einschnitt zwischen dem Kirchberg-Plateau und der Luxemburger Unterstadt (Pfaffenthal/Clausen), unterhalb der Großherzogin-Charlotte-Brücke.

## Betrieb
Strecke und Bahnhof werden von der Société Nationale des Chemins de Fer Luxembourgeois (CFL; deutsch Nationale Gesellschaft der Luxemburgischen Eisenbahnen) mit InterCity- (IC), Regional-Express- (RE) und Regionalbahn (RB)-Zügen betrieben.
- Line 10: Luxembourg – Ettelbruck – Diekirch – Troisvierges – Gouvy (– Liège-Guillemins (Lüttich) – Liers);
- Line 10-60: Rodange – Luxembourg – Troisvierges;
- Line 70-10: Longwy – Luxembourg – Mersch.

Derzeit wird der Bahnhof von stündlich vier Zügen bedient. Geplant ist eine Aufstockung auf bis zu sechs Züge nach dem Ausbau des Bahnhofs Luxemburg.

## Bildergalerie

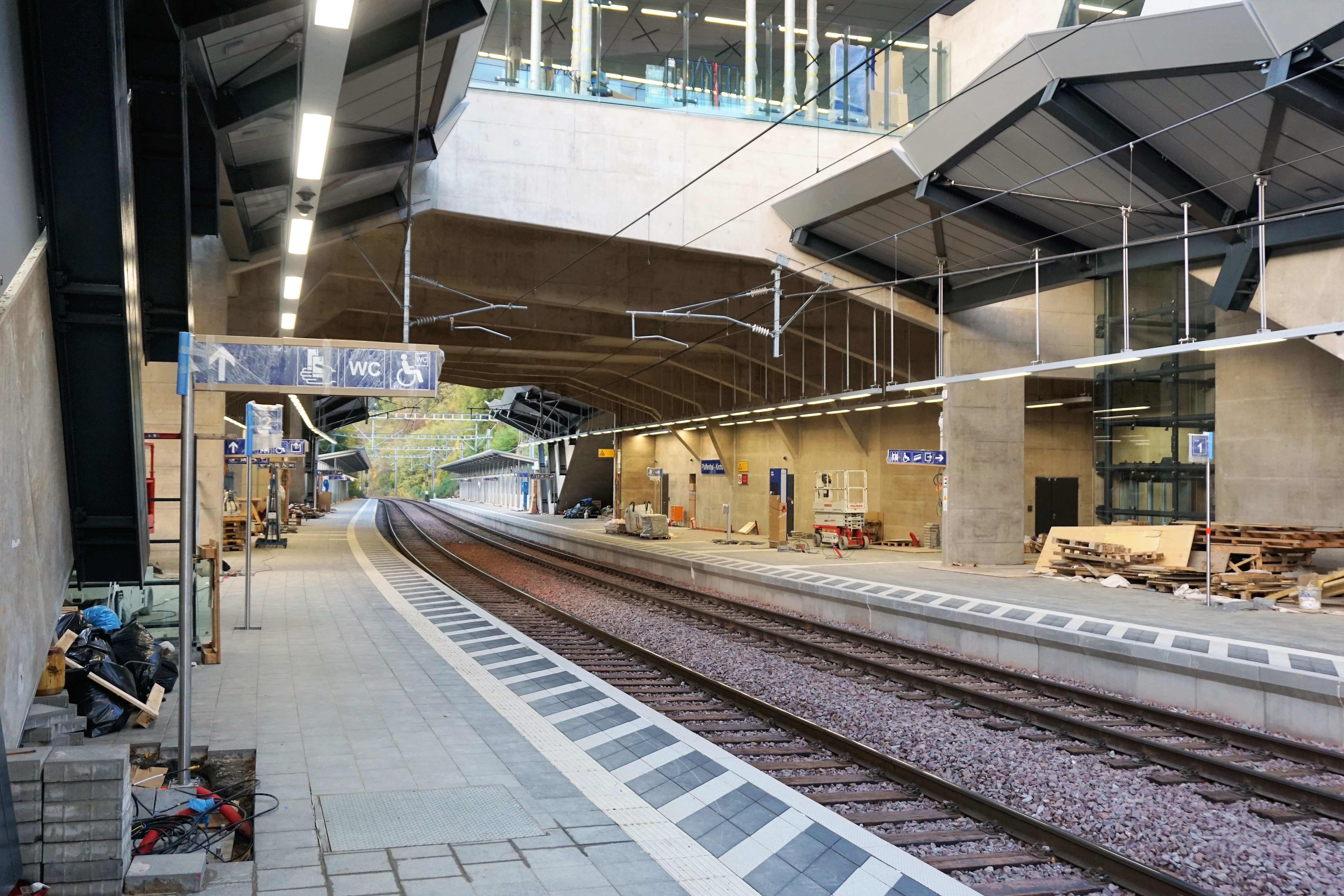
Die Bahnsteige sind mit einer geschlossenen Fußgängerbrücke verbunden (Bauzustand)
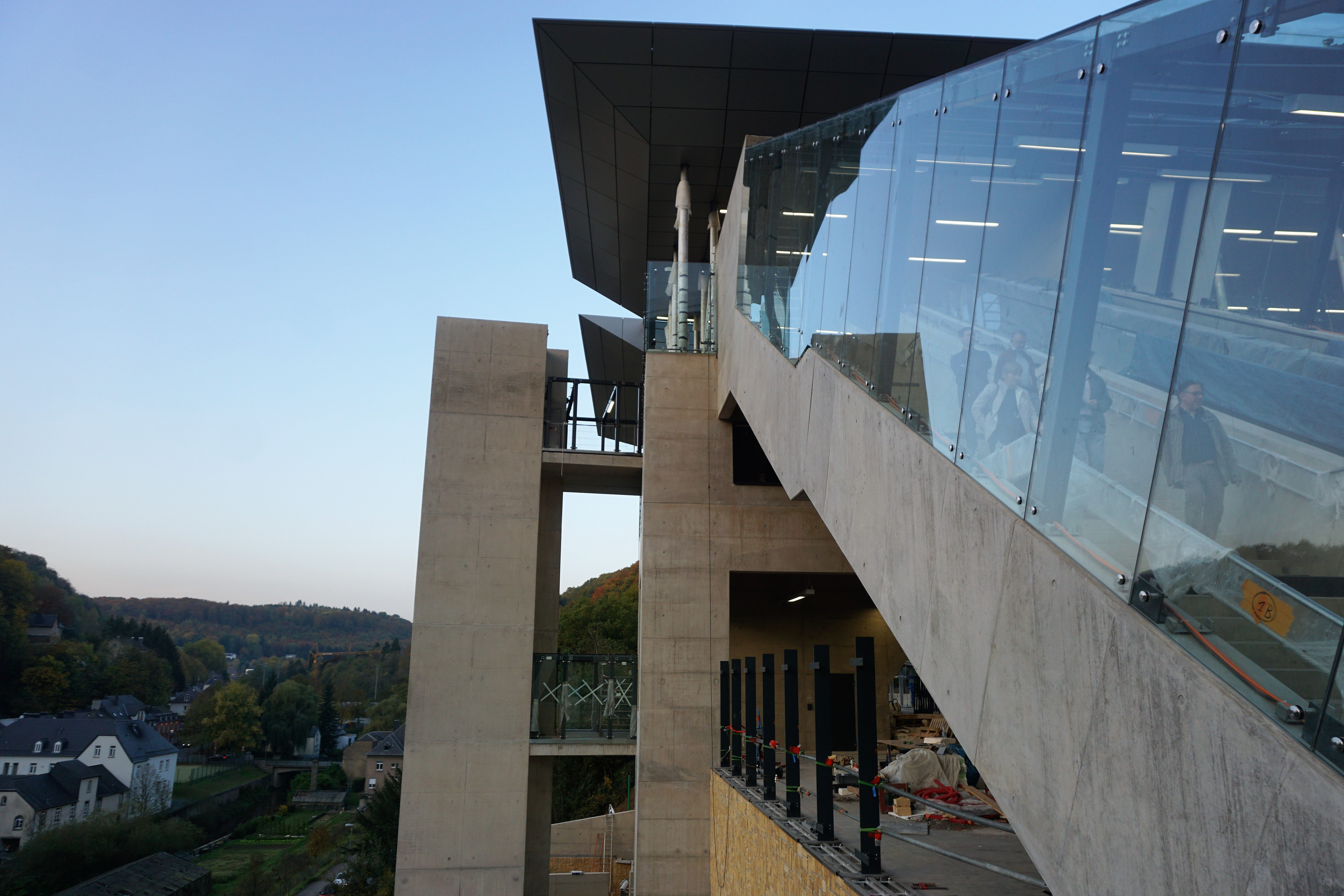
Stufenfreier Zugang zum Bahnsteig (Bauzustand)
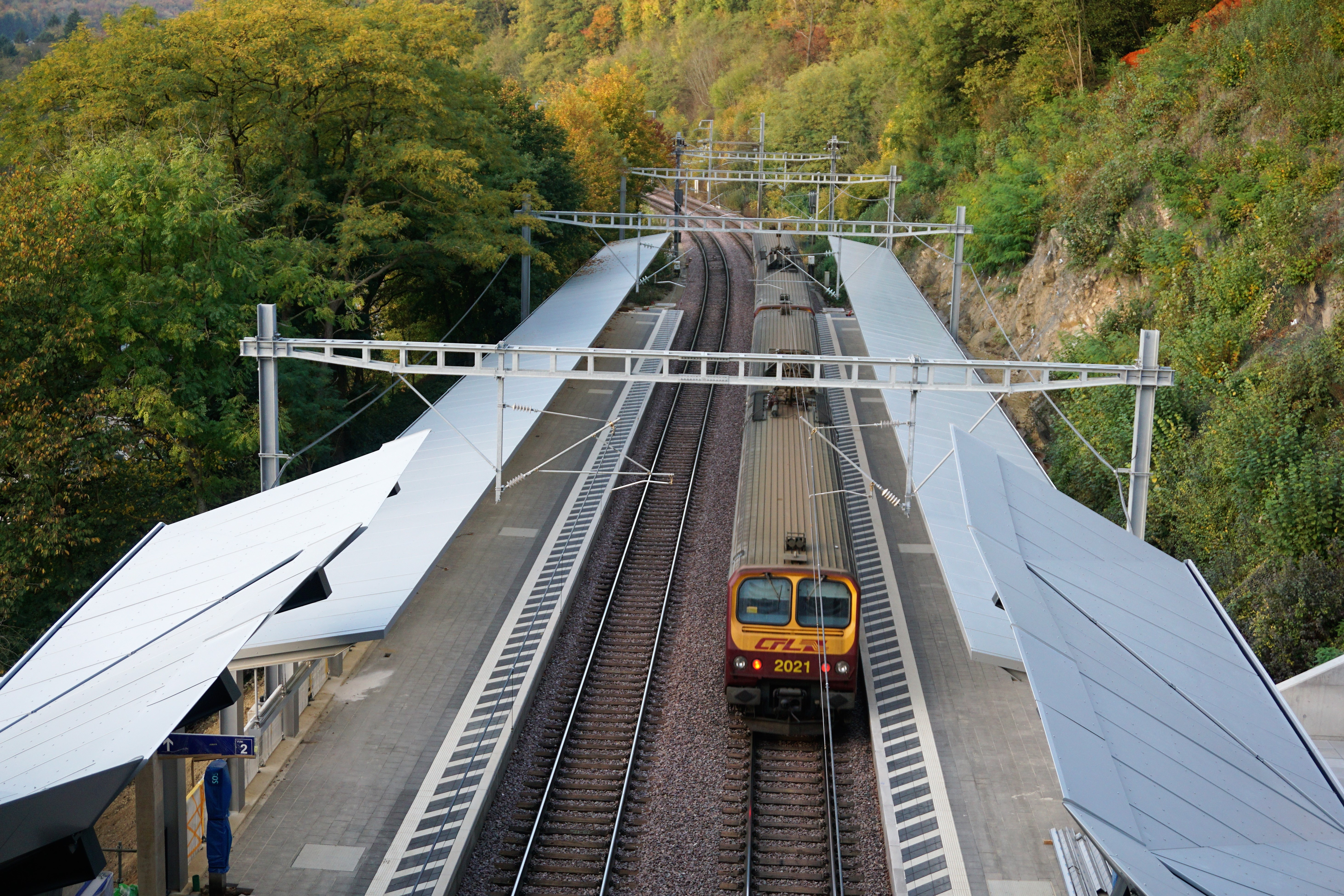
Ein Blick von der Großherzogin-Charlotte-Brücke auf den Bahnhof, Blickrichtung Norden
Bahnhof Pfaffenthal-Kirchberg im Schienennetz der Stadt Luxemburg